# Christian Madsen (godsejer)
 Der er flere personer med dette navn, se Christian Madsen.
Christian Madsen (18. marts 1791 – 28. august 1848 på Trollesminde) var en dansk landmand, godsejer og politiker.
Faderen var landmand. Han blev 1806 ladefoged på Lerchenborg og 1810 avlsforvalter på Svinningegård; 1816 overtog han forpagtningen af herregården Davrupgård, hvor han i nogle år havde været forvalter, og senere tillige af Ågård og Bjergbygård. 1831 købte han Davrupgård, som han beholdt til sin død. Som praktisk landmand viste han stor dygtighed, og det blev ham derfor overdraget at udarbejde planerne til en mere hensigtsmæssig anvendelse af de til Frederiksborg Stutteri henlagte betydelige arealer, og tid efter anden blev da efter hans planer avlsgårdene Favrholm, Esrom Schæfergård, Trollesminde og Hillerødsholm indrettede og bortforpagtede. 1839 overtog han selv Trollesminde i forpagtning.
Ved siden af sin store virksomhed som landmand og i den konglige tjenestes tarv – han indkøbte bl.a. fuldblodsheste til stutteriet – deltog Madsen meget i foreningslivet; for det første seksår, 1835-40, valgtes han som suppleant til Roskilde Stænderforsamling, og som sådan deltog han, da den deputerede blev syg, i de 3 første famlinger. 1816 ægtede han Oline Marie Løppenthin (1796 – 15. januar 1889 i Boeslunde), en datter af møller Løppenthin. Madsen, der skildres som en human og hjælpsom mand, udnævntes 1836 til kammerråd. Han døde på Trollesminde 28. august 1848.